# Alchemilla stricta
Alchemilla stricta är en rosväxtart som beskrevs av Werner Hugo Paul Rothmaler. Alchemilla stricta ingår i släktet daggkåpor, och familjen rosväxter. Inga underarter finns listade i Catalogue of Life.